# Kudirat Abiola
Pour les articles homonymes, voir Abiola.
Kudirat Olayinka Adeyemi, née en 1951 à Zaria dans la région du Nord de la colonie et protectorat du Nigeria et morte à Lagos en le 4 juin 1996, est la femme de Moshood Abiola, vainqueur de l'élection présidentielle nigériane de 1993. Celui-ci ne sera jamais président de son pays et sera emprisonné peu après l'élection. Kudirat est assassinée le 4 juin 1996 alors qu'elle se trouve dans son véhicule : six hommes armés provoquent une embuscade. Elle meurt à la suite d'une blessure par balle à la tête,. Son chauffeur est également décédé durant l'attaque. Son assistant personnel, accusé d'être impliqué était dans la voiture, mais n'a pas été blessé.
Son mari a continué à être détenu, sans inculpation, après sa mort. Il meurt en prison dans des circonstances suspectes, juste avant d'être libéré, le 7 juin 1998.

## Source de la traduction
- (en) Cet article est partiellement ou en totalité issu de l’article de Wikipédia en anglais intitulé « Kudirat Abiola » (voir la liste des auteurs).